# Finanční instituce
Finanční instituce (též finanční ústav) je podnikatelská společnost, která poskytuje finanční služby a nabízí finanční produkty v souladu s licencí, kterou jí udělil stát. Činnost těchto institucí reguluje stát. Neexistuje však jednotná definice, liší se podle konkrétního použití.

## Dělení
Neexistuje žádné jednoznačné dělení, neboť se jednotlivé kategorie prolínají. Tyto instituce totiž disponují širokými licencemi a jsou kapitálově propojené, čímž vznikají tzv. finanční skupiny. Ty pak mohou v rámci svého portfolia poskytovat komplexní finanční služby.
Teoreticky je lze rozdělit na:
- Nabízející investiční produkty a služby – depozitní a úvěrové funkce, zapojeny do obchodování investičních instrumentů na finančním trhu, investiční činnosti související s obchodováním cenných papírů
- Nabízející neinvestiční produkty a služby - pojišťovací, platební a zúčtovací služby
- Ostatní

## Sektory
V praxi se používá spíše dělení dle sektorů:

### Bankovnictví
- Banky
- Nebankovní (tzv. vzájemné) spořitelní instituce
- Platební instituce
- Instituce elektronických peněz
- Pomocné instituce bankovního sektoru

### Nebankovní instituce poskytující investiční služby
- Obchodníci s cennými papíry
- Investiční společnosti a investiční fondy
- Penzijní fondy
- Burzy

### Pojišťovnictví
- Pojišťovny
- Zajišťovny

### Ostatní licencované subjekty
- Provozovatelé vypořádacích systémů
- Tiskárny cenných papírů
- Ratingové agentury
- Zpracovatelé bankovek a mincí
- Regulační a dohledové instituce
- Garanční fondy
- Centrální depozitář cenných papírů
- Státní fondy
- Různé licencované profese fyzických osob

## Česká republika
Regulací finančních institucí je v ČR pověřena Česká národní banka. Ta také zveřejňuje seznamy regulovaných a registrovaných subjektů finančního trhu včetně možnosti vyhledávání, a to na svém webu a také prostřednictvím webových služeb WS JERRS.
ČNB také popsala jak postupovat při sporu s bankou nebo jinou finanční institucí působící v České republice, případně jak podat stížnost na finanční instituci.